# Urze-lusitana
Urze-lusitana (Erica lusitanica Rudolphi) é um arbusto alto e ramificado da família das ericáceas. A sua altura pode chegar a 4 metros, possui folhas simples 3-4 verticiladas, pecioladas e lineares, com as bordas marcadamente curvada para dentro. Tem Flores hermafroditas, Actinomorfas, tetrâmeras em conjuntos terminais. cálice com sépalas fixas na base, que é oval na metade superior. Corola de 3,5 a 5 mm, com Pétalas brancas ou rosas tubulares. Possui também um Androceu com 8 Estames com Anteras e apêndices. Ovário superior com estilo ligeiramente comprido. As cascas dos Frutos tem cerca de 2mm, com pequenas Sementes.
Outros nomes: Portuguese heath (em inglês), brezo de Portugal (em espanhol) e uz ou urce lusitana (em galego).

## Distribuição Geográfica
Península Ibérica, Sudoeste da França. Em Portugal ocorre geralmente na parte central e Sul. São naturais também nas Ilhas Britânicas, Nova Zelândia e Austrália, mas na Califórnia e Havaí são espécies invasoras. Elas sobrevivem no Carvalho e nas Cortiças frescas, na proximidade de cursos de água e em matagais de solos frescos, preferindo a sombra ou meia sombra. As frutificações e Floração ocorre entre o Inverno e a Primavera, atraindo Insetos, geralmente as Abelhas, pois é uma planta melífera.